# Зачепиловский сельский совет (Новосанжарский район)
Зачепиловский сельский совет (укр. Зачепилівська сільська рада) — входит в состав
Новосанжарского района
Полтавской области
Украины.
Административный центр сельского совета находится в 
с. Зачепиловка.

## Населённые пункты совета
- с. Зачепиловка